# Eugenijus Mažūnaitis
Eugenijus Mažūnaitis (* 10. März 1947 in Pašventys, Rajon Jurbarkas; † 16. Februar 2010 in Jonava) war ein litauischer sozialdemokratischer Politiker, Bürgermeister der Rajongemeinde Jonava (2001–2002).

## Leben
Nach dem Abitur 1966 an der Jugendarbeitsmittelschule Linkuva im Rajon Kaunas studierte er von 1967 bis 1973 an der Wirtschaftsfakultät der Lietuvos žemės ūkio akademija und von 1978 bis 1980 an der Parteihochschule der KPdSU in Leningrad (Russland). Von 1964 bis 1968 war Arbeiter in Jurbarkas, Kaunas, im Forstamt Jonava Förstersgehilfe, von 1989 bis 1990  AB „Achema“ leitender Betriebswirt, ab 2002 Direktor von UAB „Poraistė“.
Von 1993 bis 1995 Deputat des Rajonrats Jonava, von 1995 bis 2003 (bei LDDP) und von 2003 bis 2010 LSDP Mitglied des Rajonrats Jonava, von 2001 bis 2002 Bürgermeister.